# Kapa (film)
Kapa är en slovensk julfilm från 2022 regisserad av Slobodan Maksimović efter ett manus av Saša Eržen. Filmen är en slovensk-luxemburgsk-kroatisk-slovakisk samproduktion. Filmen är Sloveniens första julfilm. Den hade biopremiär i Kroatien den 20 oktober 2022 och i Slovenien den 17 november 2022.

## Handling
Erik är en nioårig pojke som bor på ett ungdomshem. Det enda han har från sina föräldrar är mössan han alltid bär med sig, eftersom hans mamma stickade den åt honom. Hela tiden måste han försvara sig från pojkarna och en äldre tjej som utnyttjar honom och gör narr av honom. Hans enda julönskemål är att få åka hem. Sjuåriga Lučka kommer från en rik familj som kan köpa allt till henne och önskar sig en valp i julklapp. På ungdomsgården lockas Erik att fira jul med Lučkas familj. Barnen befinner sig alltså tillsammans mot sin vilja. Lučka slingrar sig, och Erik ser henne bara som bortskämd.
Mitt i natten stöter de på jultomten i vardagsrummet. Efter en rad omständigheter gömmer de sig i hans bil och hamnar snart på gatan.

## Rollista
- Gaj Črnič – Erik
- Kaja Podreberšek – Lučka
- Mojca Fatur – Ana
- Ajda Smrekar – Barbara
- Frano Mašković – Boris
- René Štúr – rånartomte
- Mila Maksimović – Maja
- Tilen Kolbe – Filip
- Emil Kulović – Janko
- Klemen Slakonja – polis
- Zala Đurić – polis
- Jernej Kuntner – busschaufför
- Lotos Vincenc Šparovec – tomte
- Emil Cerar – tomte
- Jaka Fon – tomte
- Primož Pirnat – tomte
- Nina Valič – tomte
- Klemen Klemen – tomte
- Lovrenc Tišma – Peterček
- Kaja Maksimović – tjej med glasögon
- Karlo Šalej Eržen – barn
- Jeremij Weiss Turk – pojke i pyjamas
- Aleš Kranjec – Eriks pappa
- Sabina Adanič – Erik mamma
- Mario Vrbanec – spöke med en mobiltelefon
- Robert Waltl – farbror frost
- Tomaž Gubenšek – tomte
- Irena Prosen – äldre dam
- Ryuzo Fukuhara – japansk turist
- Kana Matsui – japansk turist
- Aleksey Shynkarenko – lilla Peter[11]

## Produktion
Filmen producerades av Senca Studio i samarbete med Wady Films, Studio Dim, objectif, RTV Slovenija, RTVS och Filmski studio Viba film med finansiering av Slovenski filmski center, Luxembourg Film Fund, Hrvatski audiovizualni centar, Fonds Eurimages du Conseil de l'Europe, Kreativa Europa, Re-Act, Audiovizuálny fond och Hrvatska radiotelevizija. Filmen distribueras i Slovenien av Fivia och internationellt av Princ Films.
Filmen mottog 511 147 euro i produktionsstöd från Luxemburgs filmfond.
Utomhusscenerna spelades in vintertid mellan januari och april 2021 i Ljubljana och Zagreb med några inomhusscener inspelade i Viba films studior i Ljubljana. Inspelningarna tog 50 dagar.

## Visningar
Filmen premiärvisades i mars 2021 på Luxemburgs stadsfestival och har sedan dess visats på flera filmfestivaler i Europa. I december 2022 anordnades visningar för de sjuka barnen på pediatriska kliniken i Ljubljana.
Filmen hade biopremiär i Kroatien den 20 oktober 2022 och i Slovenien den 17 november 2022.

## Mottagande
På mindre än tre veckor sågs filmen av 16 500 biobesökare i Slovenien och var den mest sedda filmen på bio. Totalt sågs filmen av fler än 60 000 biobesökare i Slovenien. I Kroatien sågs filmen av fler än 36 500 biobesökare.
Totalt har filmen setts av 108 000 biobesökare i Slovenien, Kroatien, Bosnien och Hercegovina och Luxemburg.
Filmen fick ett gott mottagande av slovenska kritiker.

## Utmärkelser
Filmen mottog pris för bästa barnfilm på Sarajevos filmfestival, för bästa film på barnfilmfestivalen KinoKino i Zagreb och för bästa film på K3-festivalen i Villach.
På grund av att filmen sågs av fler än 50 000 biobesökare mottog filmen också två "gyllene filmrullar".